# Mistrovství Československa v atletice 1955
Mistrovství ČSR mužů a žen v atletice 1955 v kategoriích mužů a žen se konalo 9. září až 11. září v Brně na stadionu Spartaku ZJŠ Brno.

## Medailisté

### Muži
| Soutěž                                    | Zlato                                                                      | Stříbro                    | Bronz                                                                        |
| 100 m                                     | Václav Janeček 10,6                                                        | Zdeněk Procházka 10,8      | Miroslav Horčic 10,8                                                         |
| 200 m                                     | Václav Janeček 21,7                                                        | Jiří Sequens 22,3          | František Brož 22,4                                                          |
| 400 m                                     | Pavol Vrecník 48,6                                                         | Ludvík Liška 49,0          | Jaroslav Jirásek 49,3                                                        |
| 800 m                                     | Stanislav Jungwirth 1:52,8                                                 | Vlastimil Brlica 1:54,1    | Jan Gála 1:54,6                                                              |
| 1500 m                                    | Alfréd Stržínek 3:54,4                                                     | Bořivoj Pojezný 3:54,6     | Václav Aim 3:56,0                                                            |
| 5000 m                                    | Karol Krištof 14:45,2                                                      | Mirko Gräf 14:46,6         | Jiří Koller 14:48,6                                                          |
| 10 000 m                                  | Václav Rudolf 31:16,6                                                      | Jaroslav Šourek 31:28,2    | Miroslav Herčík 32:17,6                                                      |
| 110 m př.                                 | Ivan Veselský 15,2                                                         | Václav Bečvárovský 15,4    | Milan Tošnar 15,4                                                            |
| 200 m př.                                 | Jan Mrázek 25,0                                                            | Josef Dupal 25,3           | Antonín Honzík 25,5                                                          |
| 400 m př.                                 | Lubomír Bartoš 53,5                                                        | Dušan Žajdlík 54,6         | Otakar Šťastný 55,6                                                          |
| 3000 m př.                                | Vlastimil Brlica 9:08,0                                                    | Anton Stankovič 9:14,6     | Ivan Takáč 9:19,6                                                            |
| 4 × 100 m                                 | František Brož Miloš Trůbl Václav Janeček Vilém Bogač ÚDA Praha 42,8       | Slávia Bratislava 43,0     | Vladimír Houška Jiří Metlický Gustav Netrval Jiří Sequens Spartak Plzeň 43,1 |
| 4 × 400 m                                 | Jaroslav Jirásek Aleš Poděbrad Ludvík Liška Vilém Mandlík ÚDA Praha 3:20,4 | Slavia ITVS Praha 3:23,6   | Slavia Brno 3:27,2                                                           |
| Skok do výšky                             | Jaroslav Kovář 200 cm                                                      | Jiří Lanský 195 cm         | Vladimír Savčinský 195 cm                                                    |
| Skok o tyči                               | Jiří Krejcar 415 cm                                                        | Josef Šmehlík 405 cm       | Antonín Saxa 405 cm                                                          |
| Skok daleký                               | Zdeněk Procházka 734 cm                                                    | Jaroslav Fikejz 733 cm     | Václav Martínek 727 cm                                                       |
| Trojskok                                  | Martin Řehák 15,71 m                                                       | Vlastimil Kálecký 15,46 m  | Jiří Mráček 15,02 m                                                          |
| Vrh koulí                                 | Jaroslav Šmíd 15,15 m                                                      | Zdeněk Němec 15,08 m       | Zdeněk Mikula 14,31 m                                                        |
| Hod diskem                                | Karel Merta 54,40 m                                                        | Zdeněk Čihák 51,88 m       | Jan Vrabel 50,41 m                                                           |
| Hod kladivem                              | Miloš Máca 58,52 m                                                         | Oldřich Engel 56,66 m      | Jiří Dadák 54,64 m                                                           |
| Hod oštěpem                               | Pavel Jílek 66,56                                                          | Josef Dušátko 64,93        | Miloš Kopřiva 64,10                                                          |
| 20 km chůze *                             | Josef Doležal 1:42:23,0                                                    | Jindřich Malý 1:49:03,6    | Václav Platil 1:49:06,4                                                      |
| 50 km chůze Praha – Poděbrady 14. 8. 1955 | Josef Doležal 4:23:05,8                                                    | Svatopluk Sýkora 4:38:23,4 | Ladislav Moc 4:39:22,2                                                       |
| Desetiboj                                 | Jaroslav Filip 5631 bodů                                                   | Miroslav Vlček 5594 bodů   | Václav Lajbner 5476 bodů                                                     |
| Maratonský běh Košice 16. 10. 1955        | Jaroslav Šourek 2:26,05                                                    | Walter Bednář 2:32,32      | Jiří Michálek 2:34,25                                                        |

- * Poprvé v rámci mistrovství na dráze – na okruhu se startem a cílem na stadionu. Trať byla zhruba o 2 km delší.

### Ženy
| Soutěž                          | Zlato                                                                                                 | Stříbro                       | Bronz                            |
| 100 m                           | Libuše Strejčková 12,3                                                                                | Věra Švajgrová-Noppová 12,4   | Zlata Ptáčková 12,5              |
| 200 m                           | Libuše Strejčková 25,7                                                                                | Zlata Ptáčková 25,9           | Anna Hejnicová 26,4              |
| 400 m                           | Bedřiška Müllerová 59,7                                                                               | Marie Hladíková 1:02,0        | Jaroslava Hondlíková 1:02,6      |
| 800 m                           | Bedřiška Müllerová 2:18,2                                                                             | Květoslava Navrátilová 2:20,2 | Dagmar Košilková-Kučerová 2:20,8 |
| 80 m př.                        | Miroslava Trkalová-Fendrichová 11,7                                                                   | Olga Modrachová 12,3          | Eva Kekély 12,3                  |
| 4 × 100 m                       | Hana Kovaříková Gertruda Prokopová Věra Švajgrová-Noppová Kamila Šlampová Baník VŽKG Vítkovice 49,6   | Slovan Ústí n/L 52,8          | Slavia Nymburk TÚTVS 55,9        |
| 4 × 200 m                       | Hana Kovaříková Věra Švajgrová-Noppová Kamila Šlampová Gertruda Prokopová Baník VŽKG Vítkovice 1:45,0 | Slovan Ústí n/L 1:51,6        | Jiskra Gottwaldov 1:52,0         |
| Skok do výšky                   | Olga Modrachová 164 cm                                                                                | Alena Holárková 158 cm        | Stanislava Matějcová 155 cm      |
| Skok daleký                     | Olga Modrachová 582 cm                                                                                | Zlata Rozkošná 573 cm         | Vlasta Svozilová 563 cm          |
| Vrh koulí                       | Věra Vykusová 13,10 m                                                                                 | Jaroslava Lišková 12,67 m     | Jaruška Vaculová 12,10 m         |
| Hod diskem                      | Olga Fikotová 47,33 m                                                                                 | Štěpánka Mertová 45,96 m      | Jaroslava Lišková 42,81 m        |
| Hod oštěpem                     | Dana Zátopková 46,07 m                                                                                | Miloslava Smejkalová 41,19 m  | Libuše Cikrdlová 40,92 m         |
| Pětiboj Plzeň 28. – 29. 9. 1955 | Olga Modrachová 3603 bodů                                                                             | Anna Plšková 2971 bodů        | Anna Baranovská 2456 bodů        |